# 9824 Мерілі
9824 Мерілі (9824 Marylea) — астероїд головного поясу, відкритий 30 вересня 1973 року.
Тіссеранів параметр щодо Юпітера — 3,292.